# Juli Magraner i Marinas
Juli Magraner i Marinas   (Tavernes de la Valldigna, 8 d'abril de 1841 - València, 20 d'octubre de 1905), va ser un metge valencià, histopatòleg, fisiopatòleg, bacteriòleg, i un dels investigadors pioners a l'estat, de les malalties infeccioses en humans.
La seua formació acadèmica va començar el 1860, a l'obtindre el Batxiller en Arts, el 1867 es va llicenciar en Medicina, i va doctorar-se el 1872, sempre amb qualificació d'excel·lent. A la Facultat de Medicina de la Universitat Literària de València, va ser deixeble de Joaquim Casany i Riglà i de Joan Baptista Peset i Vidal; el 1864, guanyà l'oposició d'alumne intern, i va començar la seua formació científica com a metge a les clíniques de la facultat.
Aconsellat per Casany, tot i ser encara estudiant, va ingressar el 1865 a l'Institut Mèdic Valencià (IMV), on va participar intensament tota la seua vida, fins a convertir-se en una de les peces centrals de la institució en eixe període. Les seues primeres publicacions, tractaven sobre les malalties existents a València en connexió amb observacions meteorològiques de 1867 i 1869, que encara s'adien a l'enfocament ambientalista de la tradició hipocràtica, paradigma en vigor durant l'etapa intermèdia de l'Institut Mèdic Valencià.
El 1868, va obtindre plaça per oposició d'ajudant de pràctiques, i el 1872 va presentar la seua tesi doctoral «Ninguno de los sistemas exclusivos puede resolver actualmente por sí solo la cuestión científica».
Positivista i amant de la investigació, la tesi mostra el pensament cientifico-mèdic de Magraner, qui rebutja frontalment la doctrina eclèctica tradicional, el vitalisme i el materialisme, abraça el positivisme i es vincula al krausisme, al que denomina «positivisme crític» o «dualisme armònic», exposat per primera vegada a l'article «Carácter filosófico-social que debe adoptar la medicina contemporánea para llenar cumplidamente su objeto», i que és un eclecticisme experimental, especialment influït per Jaccoud, que comprenia les novetats de Bernard, Niemeyer, Virchow i Koch, i amb una clara inspiració a l'empirisme racional.
El mateix 1868, va publicar l'article «Indicaciones de las emisiones sanguíneas en el estado actual de la ciencia», que va suposar la fi de les sagnies, que es feien d'acord amb l'enfocament de la «médécine physiologique» de Broussais, qui era un apassionat defensor de les sangoneres per a dur-les a terme.
A més d'ajudant de pràctiques, el seu vincle amb la Facultat també va incloure tasques com la impartició d'un curs de Clínica Mèdica a l'Hospital Provincial, on va exercir la medicina, o les substitucions de professorat, en àrees com: Anatomia, Fisiologia, Patologia General i Mèdica, Clínica Mèdica, Medicina legal i toxicologia, i Clínica quirúrgica, fins al 1876, any en què es va convertir en catedràtic de Patologia i Clínica Mèdica, en guanyar la plaça per oposició, càtedra que va ocupar fins a la seua mort. També fou metge del Cos de Beneficència municipal.
| \| « \| MINISTERI DE FOMENT. Tribunal d'oposicions a la Càtedra de Clínica Mèdica, vacant a la Universitat de València. Els senyors opositors Sr. Antonio Velázquez de Castro i Sr. Juli Magraner i Marinas se serviran presentar-se el dimarts 2 de novembre, a les tres de la vesprada, al Deganat de la Facultat de Medicina, per actuar en el primer exercici. Madrid 29 d'octubre de 1875. —El Vocal Secretari, Ramon Fèlix i Capdevila. \| » \| \| — R. O. de 27 d'agost de 1875 \| \| \| | |   |

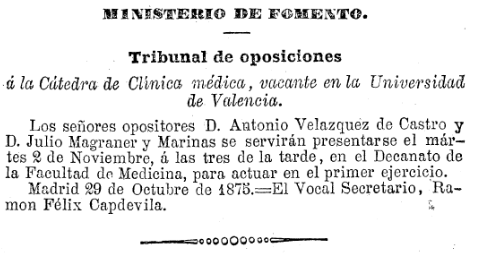
Convocatòria d'oposició

| « | MINISTERI DE FOMENT. Tribunal d'oposicions a la Càtedra de Clínica Mèdica, vacant a la Universitat de València. Els senyors opositors Sr. Antonio Velázquez de Castro i Sr. Juli Magraner i Marinas se serviran presentar-se el dimarts 2 de novembre, a les tres de la vesprada, al Deganat de la Facultat de Medicina, per actuar en el primer exercici. Madrid 29 d'octubre de 1875. —El Vocal Secretari, Ramon Fèlix i Capdevila. | » |
| — R. O. de 27 d'agost de 1875 | |   |

## De la medicina anatomoclínica a la de laboratori
A la segona meitat del segle xix, el mètode anatomoclínic, fonamentat en l'examen minuciós del malalt per trobar signes espontanis o provocats que pogueren relacionar-se amb l'existència de determinades lesions, era el mètode diagnòstic vigent, però una nova forma d'entendre la ciència mèdica —anomenada «medicina de laboratori»— va aportar una explicació científica de les malalties sòlidament basada en els sabers físics, químics, biològics, que amb la incorporació de diverses tècniques d'exploració ―destacant especialment l'oftalmoscopi, l'endoscòpia, la investigació microscòpica de les lesions anatòmiques, o la interpretació amb els recursos de la biologia cel·lular―, engrandí la diagnosi, amb la investigació experimental de laboratori i l'estudi experimental de les malalties des d'un punt de vista dinàmic, considerant els trastorns produïts en les funcions orgàniques com a processos energètics i materials entesos amb les teories de la física i de la química, i feu de la medicina de laboratori una font primordial de la ciència mèdica.

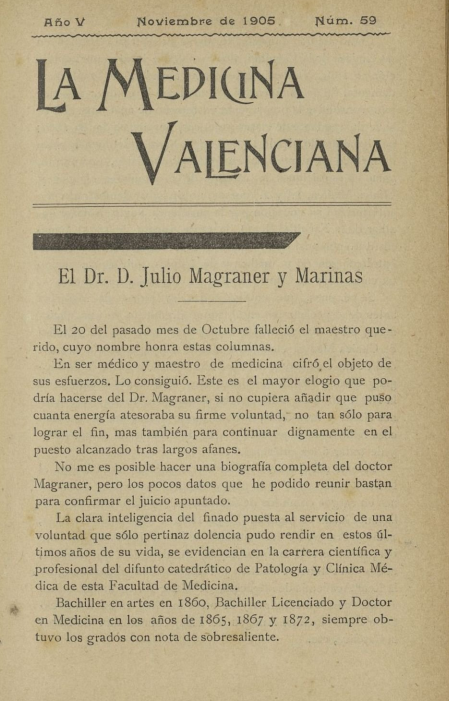
Article pel seu traspàs a «La Medicina Valenciana» (1905)

Aquesta nova forma de fer ciència mèdica, fou adoptada per la medicina clínica, que va fer del laboratori fisicoquímic una eina bàsica al servei d'una millor orientació fisiopatològica.
| «                         | La medicina ha patit una revolució profunda i radical des que se serveix sense recel del mètode experimental, —va reconèixer que— Claude Bernard és el veritable mestre en aquesta mena de procediments de recerca... —així com també va manifestar la seva admiració per l'escola alemanya— perquè ha col·locat la patologia en un terreny propi, fent-la derivar de la fisiologia. | » |
| — Juli Magraner i Marinas | |   |

Magraner, atent a l'avanç de la ciència bàsica i de la pràctica clínica, va assimilar plenament la medicina de laboratori. Com a professor universitari i investigador va estructurar i modernitzar, en convertir en habituals els mètodes d'exploració de la medicina de laboratori, l’ensenyament de la seua assignatura des d'un punt de vista fisiopatològic, com s'aprecia al «Sumario de los preliminares clínicos» (1876) o en la publicació d'històries clíniques supervisades per ell, amb l’ús de tècniques noves i pioneres com la termometria, l’esfigmografia, l'espirometria, l'anàlisi química, la densimètria de l’orina, l’electrodiagnòstic de malalties nervioses i recorria a l'anatomia patològica microscòpica, en seguir els postulats de la patologia cel·lular de Virchow, a més de practicar autòpsies sistemàticament viviseccions i altres tècniques de laboratori —dirigides sobre tot a l'anàlisi bacteriològic—; amb un enfocament semblant, va dedicar esforç i treball, fins i tot a la interpretació fisiopatològica de l'auscultació cardíaca. També les seves publicacions sobre temes clínics i patològics, sobre la tuberculosi pulmonar, la diabetis mellitus, i els seus intents de recerca patològica experimental al voltant de les malalties hepàtiques —va efectuar en col·laboració amb Crous i Casellas investigacions experimentals sobre la transmissió de la triquinosi—, i sobre la nefritis parenquimatosa, tenen un enfocament fonamentat sobretot en la patologia química de Frerichs i en l'obra experimental de Bernard.

La concepció de la terapèutica de Magraner també era fisiopatològica: 
| «                         | Amb la fisiologia patològica comprendrem la relació fenomenal que pot existir entre el modificador terapèutic i l'acció que cal provocar a l'organisme per restablir l'equilibri trastornat. | » |
| — Juli Magraner i Marinas | |   |

El 1877, any en què va prologar i anotar la traducció feta per Joan Aguilar i Lara del «Compendi de Fisiologia Humana» de Budge, i el 1880 va ampliar estudis a París, on va treballar als hospitals de la Charité, Lariboissière i Hôtel-Dieu.

## Magraner, Cajal i l'Institut Mèdic Valencià
A partir del 1876, l'estabilitat política va afavorir el reviscolament de l'activitat científica.
A la Facultat de Medicina el nou caire s'aprecia al claustre, constituït fonamentalment per seguidors de la medicina de laboratori, que va tenir el seu escenari principal als països de llengua alemanya, sense menysprear les aportacions francesa i britànica.
| «                        | Allà pels primers dies de gener de 1884 em vaig traslladar a València, i vaig prendre possessió de la Càtedra d'Anatomia... Vaig ser cordialment acollit a la Facultat de Medicina... Brillaven a l'elenc docent mestres tan prestigiosos com Campà, Gimeno... Magraner | » |
| — Santiago Ramón y Cajal | |   |

Cal esmentar la tasca dels següents claustrals:
- Pelegrí Casanova, seguidor de l'evolucionisme darwinista al terreny de la morfologia, i la de Ramón y Cajal, que va començar a València la seua carrera histològica. Al desembre del 1883, va guanyar per oposició la càtedra d'Anatomia Descriptiva de la Facultat de Medicina de València, plaça que va deixar quatre anys després per ocupar la càtedra d'Histologia creada el mateix any a la Facultat de Medicina de Barcelona.
- Amalio Gimeno y Cabañas, qui potser va difondre la moderna farmacologia, i el seu deixeble Vicent Peset i Cervera, doctor en ciències químiques i medicina. Ambdós destacats al camp de la farmacoteràpia.
- Josep Crous i Casellas, Magraner i Marinas i Moliner i Nicolàs, reconeguts cultivadors de la histopatologia, fisiopatologia i bacteriologia.
- Enric Ferrer i Viñerta, en cirurgia.
- Campà[28] i Manuel Candela i Plà, en obstetrícia i ginecologia.
- Constantí Gómez i Reig, al capdavant d'un laboratori d'higiene.[29]

La nova mentalitat dominant a la Facultat de Medicina, també es va implantar a l'Institut Mèdic Valencià. Al cap de pocs mesos d'arribar Cajal a València, el 18 d'octubre de 1884, la Junta de l'Institut, presidida per Magraner —qui la va presidir entre el 1884 i el 1888—, va votar i aprovar l'ingrés de Cajal com a soci amb el número 1967. Ramón y Cajal va participar activament als debats i sessions que l'Institut celebrava. Al quadrienni 1884-87, Magraner, Casanova i Cajal constituïren el consell de redacció de la revista «La Crònica Mèdica».
Al desembre de 1885, Cajal va ser triat per dirigir la secció d'Història i Filosofia Mèdica de l'Institut. Poc després va començar a suggerir l'ampliació temàtica de la secció amb estudis biològics i experimentals. Quan Cajal va marxar a Barcelona, la secció que havia passat a denominar-se d'Estudis Biològics, Història i Filosofia Mèdica, va dirigir-la Pelegrí Casanova. Cajal va continuar vinculat a l'Institut com a membre corresponsal.

## Publicacions de Cajal al Butlletí de l'Institut Mèdic Valencià
Cajal va publicar els seus primers treballs científics a «La Crònica Mèdica» i al «Butlletí de l'Institut Mèdic Valencià»; les publicades al Butlletí van ser les següents:

### 1887
- «El estudio anatómico de la sangre»[33]
- «Fibra muscular del ala de los insectos»[34]
- «Músculos de las patas de los insectos»[35]
- «Tejido óseo»[36]
- «Textura de la fibra muscular de los mamíferos»[37]

### 1892
- «Coloración por el método de Golgi de los centros nerviosos de los embriones de pollo»[38]
- «Nota preventiva sobre la estructura de la médula embrionaria»[39]
- «Nuevas aplicaciones del método de Golgi»[40]

## Magraner i els inicis de la microbiologia
El 1887 va publicar «Estudio general de las enfermedades por impregnación o infecciosas: según la doctrina parasitaria expuesto en el curso de patología médica», obra avançada al seu temps, quan la microbiologia mèdica a Europa començava a obrir-se pas com a disciplina mèdica, on rigurosament va sintetizar la bacteriologia descriptiva, seguint fonamentalment l'obra de Ferdinand Cohn, en parlar de l'acció patògena dels microorganismes, de la inmunitat i de la vaccinació. A l'escrit Magraner admet la immunitat cel·lular:
| « | En la lluita amb el microbi, les cèl·lules dels teixits han d'experimentar modificacions, i la continuïtat de l'esforç posat en joc en contra del microbi, els donarà condicions noves que les tornen menys vulnerables contra els atacs que han sabut resistir anteriorment, sent possible que aquestes modificacions es transmeten per herència en major o menor nombre de generacions, segons la intensitat de la modificació primitiva. | » |
| — Estudio general de las enfermedades por impregnación o infecciosas: según la doctrina parasitaria expuesto en el curso de patología médica Juli Magraner i Marinas | |   |

Amb la idea bàsica del contagi com a causa de les malalties infeccioses, Magraner rebutja la teoria de la fermentació i una defensa de la parasitària, abraçant totalment els postulats de Koch
| «                         | El microscopi, treballant els darrers vint-i-cinc anys, ha descobert que a l'interior de l'organisme animal, i enmig de les circumstàncies més diverses, hi ha nombroses colònies de petits éssers vius, molts d'ells inofensius; però alguns íntimament enllaçats amb l'existència i la producció de diverses malalties. Era qüestió d'experimentació i aquesta ho ha resolt afirmativament. | » |
| — Juli Magraner i Marinas | |   |

## La vessant social de Magraner

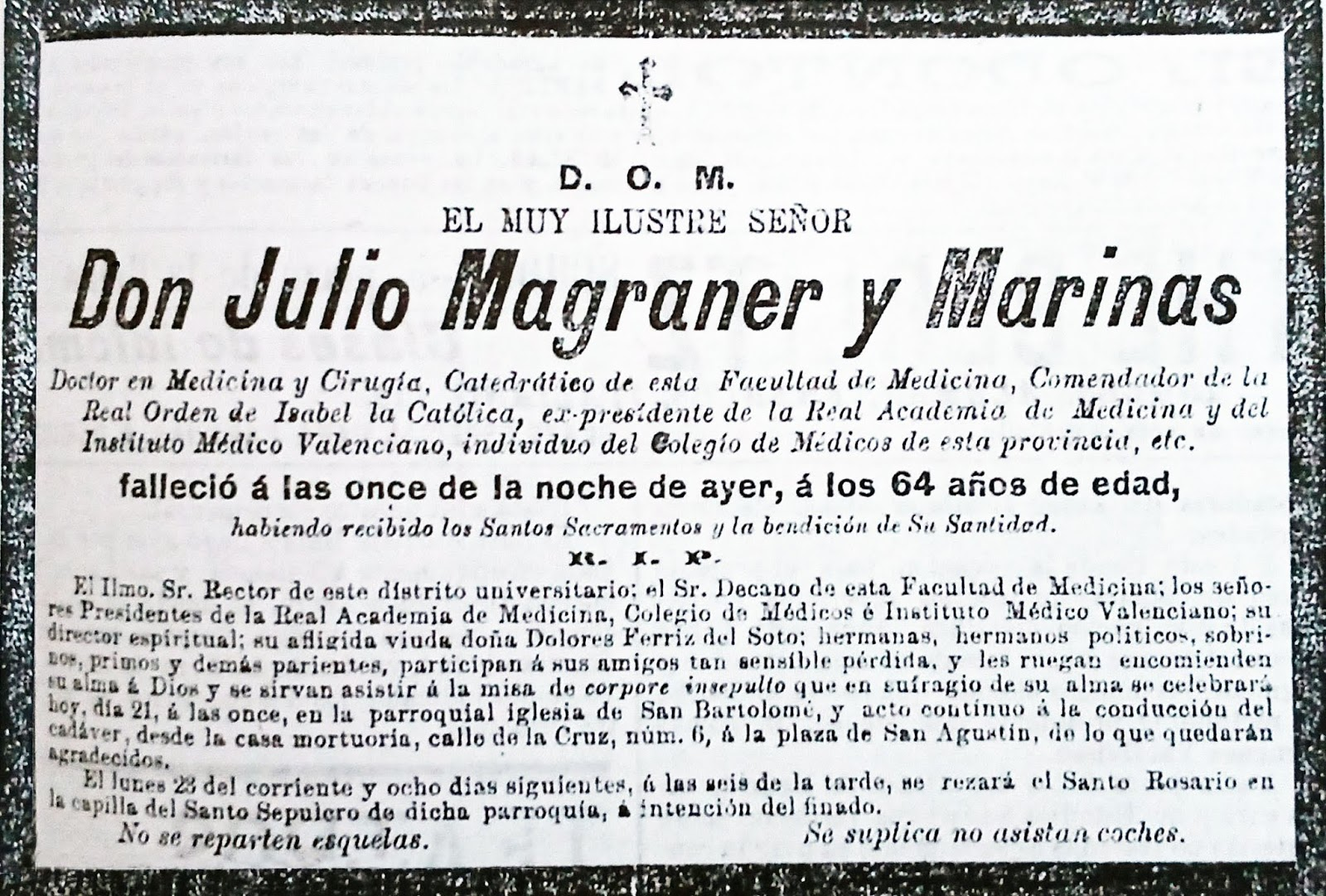
Esquela publicada a l'endemà del traspàs.

Magraner, persona culta, va col·laborar activament en institucions mèdiques i cientíﬁques valencianes i va presidir:
- la secció de Jocs Florals de “Lo Rat Penat”, institució de la que va ser soci numerari, i on feu amistat amb els prohoms valencians de la Renaixença
- la secció de ciències naturals de l'Ateneu Científic, Literari i Artístic
- l’Institut Mèdic Valencià, des d’on va fer promoció de la higiene pública.[2]

Va rebre l'Encomanda d'Isabel la Catòlica per la seua actuació a l'epidèmia de còlera de l'any 1885.

## Publicacions

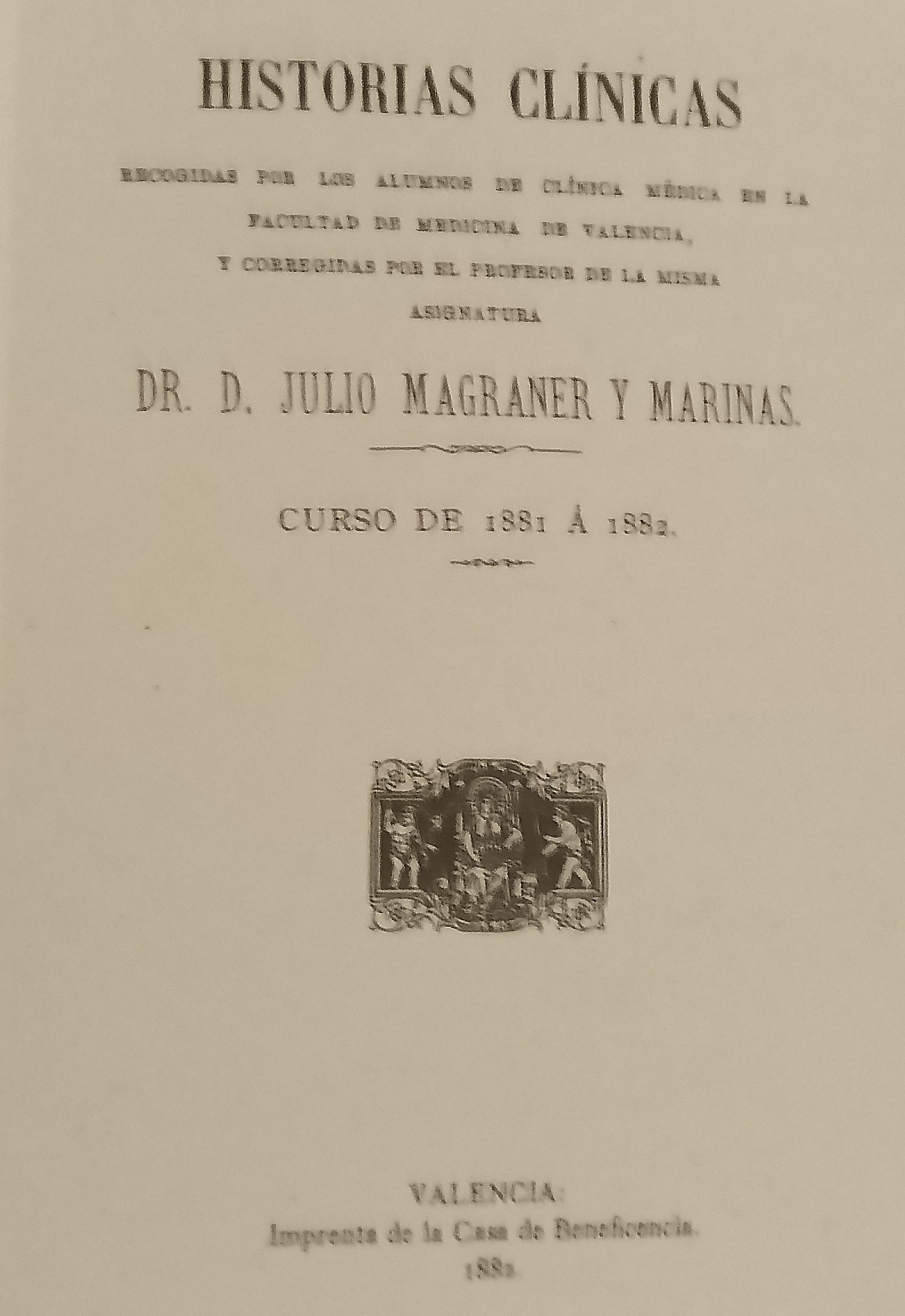
Històries clíniques (1881-82)

- Magraner i Marinas, Juli «Observaciones meteorológicas y enfermedades reinantes». Butlletí de l'Institut Mèdic Valencià. Institut Mèdic Valencià [València], vol. 10, 1867, pàg. 198-202.
- Magraner i Marinas, Juli «Observaciones meteorológicas y enfermedades reinantes de los meses Marzo, Abril y Mayo de 1869». Butlletí de l'Institut Mèdic Valencià. Institut Mèdic Valencià [València], vol. 11, 1869, pàg. 200-207.
- Magraner i Marinas, Juli «Sobre las condiciones de la carne de los toros muertos en lidia». Butlletí de l'Institut Mèdic Valencià. Institut Mèdic Valencià [València], vol. 10, 1868, pàg. 270-275.
- Magraner i Marinas, Juli «¿Existen en Valencia condiciones abonadas para eldesarrollo y propagación de la fiebre amarilla?». Butlletí de l'Institut Mèdic Valencià. Institut Mèdic Valencià [València], vol. 12, 1871, pàg. 145-147.
- Magraner i Marinas, Juli «Proyecto de dictamen acerca de la propiedad febrífuga del Eucaliptus Glóbulus». Butlletí de l'Institut Mèdic Valencià. Institut Mèdic Valencià [València], vol. 11, 1869, pàg. 291-297, 308-314, 324-328.
- Magraner i Marinas, Juli «Indicaciones de las emisiones sanguineas en el estado actual de la Ciencia». Butlletí de l'Institut Mèdic Valencià. Institut Mèdic Valencià [València], vol. 12, 13, 1872, pàg. 559-561, 5-7.
- Magraner i Marinas, Juli. Ninguno de los sistemas exclusivos pueden resolver actualmente por si solo la cuestión científica en Medicina (tesi), 1872.
- Magraner i Marinas, Juli «Consideraciones filosóficas sobre la Ciencia en general demostrando que tiende a lo absoluto y a lo infinito, y por tanto que estas dos ideas no se oponen a su progreso y desarrollo». Butlletí-Revista de l'Ateneu de València. Ateneu de València [València], vol. 7, 1873, pàg. 224-241.
- Magraner i Marinas, Juli «Armonía de la ciencia y el arte con la religión». Butlletí-Revista de l'Ateneu de València. Ateneu de València [València], vol. 8, 1874, pàg. 161-168.
- Magraner i Marinas, Juli «Carácter filosófico-social que debe adoptar la medicina contemporánea para llenar cumplidamente su objeto». Butlletí de l'Institut Mèdic Valencià. Institut Mèdic Valencià València, vol. 14, 1874, pàg. 69-99.
- Magraner i Marinas, Juli «¿Puede considerarse como tisis pulmonar la llamada actualmente caseosa?». Butlletí de l'Institut Mèdic Valencià. Institut Mèdic Valencià [València], vol. 13, 1873, pàg. 85-89, 101-105, 117-123.
- Magraner i Marinas, Juli «Valor del ruido de soplo en el diagnóstico de algunas enfermedades del corazón». Butlletí de l'Institut Mèdic Valencià. Institut Mèdic Valencià [València], vol. 13, 1873, pàg. 284-286.
- Magraner i Marinas, Juli «Consideraciones sobre el diagnóstico de las enfermedades del hígado». La Crònica Mèdica [València], vol. 1, 1877, pàg. 20-28.
- Magraner i Marinas, Juli «Nefritis parenquimatosa crónica». La Crònica Mèdica [València], vol. 1, 1878, pàg. 449-456, 481-486.
- Magraner i Marinas, Juli «Laringoscopoia en general». La Crònica Mèdica [València], vol. 1, 1878, pàg. 513-517.
- Magraner i Marinas, Juli «La laringitis llamada estridulosa y el espasmo de glotis, ¿deben ser consideradas como enfermedades distintas?». La Crònica Mèdica [València], vol. 1, 1878, pàg. 681-687.
- Magraner i Marinas, Juli. Sumario de los preliminares clínicos, 1876.
- Magraner i Marinas, Juli «Lección inaugural». La Crònica Mèdica [València], vol. 1, 1877, pàg. 68-76, 106-110, 129-137.
- Magraner i Marinas, Juli. Institut Mèdic Valencià. Historias clínicas, 1882.
- Magraner i Marinas, Juli. Impremta de Pasqual Aguilar i Lara. Estudio general de las enfermedades por impregnación o infecciosas: según la doctrina parasitaria expuesto en el curso de patología médica, 1887.
- Magraner i Marinas, Juli «El Dr. D. José Ortolà i Gòmis». La Crònica Mèdica [València], vol. 4, 1880, pàg. 341-343.
- Magraner i Marinas, Juli. Evolución de la Ciencia en el Instituto Médico Valenciano desde su fundación hasta nuestros días, 1891.
- Magraner i Marinas, Juli. Impremta de Frederic Doménech. Ensayo biográfico-bibliográfico del Dr. D. Andrés Piquer y Arrufat, 1895.
- Magraner i Marinas, Juli. Arxiu Universitat. Memoria de Clínica Médica del Curso de 1877 a 1878, 1878 (Manuscrits).
- Magraner i Marinas, Juli. Arxiu Universitat. Memoria de la Clínica Médica. Curso de 1879 a 1880, 1880 (Manuscrits).[d]
- Magraner i Marinas, Juli. Impremta de la Casa de Beneficència. Programa de las Lecciones de Clínica médica adaptado a los casos habidos en ella, 1882.[e]
- Magraner i Marinas, Juli. «Concepto filosófico del pensamiento». A: Impremta de Nicasio Rius i Monfort. Discurso leido en la solemne apertura del curso académico de 1889 a 1890 en la Univerdidad Literaria de Valencia por el Doctor Julio Magraner y Marinas Catedrático de la Facultad de Medicina, 1889.[f]